# Phrygiomurex
Phrygiomurex là một chi ốc biển, là động vật thân mềm chân bụng sống ở biển thuộc họ Muricidae, họ ốc gai.

## Các loài
Các loài thuộc chi Phrygiomurex bao gồm:
- Phrygiomurex sculptilis (Reeve, 1844)[2]